# Electrófilo
Un electrófilo es un reactivo químico atraído hacia zonas ricas en electrones que participa en una reacción química aceptando un par de electrones formando un enlace con un nucleófilo. Ya que los electrófilos aceptan electrones, ellos son ácidos de Lewis (ver teorías de reacciones ácido-base). La mayoría de los electrófilos están cargados positivamente, tienen un átomo que lleva una carga positiva parcial o bien no posee un octeto de electrones.
Los electrófilos atacan la zona de mayor densidad electrónica del nucleófilo. Los electrófilos encontrados frecuentemente en los procesos de síntesis orgánica suelen ser cationes (ej: H+ y NO+), moléculas neutras polarizadas (ej: cloruro de hidrógeno, haloalcanos, ácidos halógenos y grupos carbonilos), moléculas neutras polarizables (ej: Cl2 y Br2), agentes oxidantes (ej: peroxiácidos orgánicos), especies químicas que no satisfacen la regla del octeto (ej: carbocationes y radicales libres), y algunos ácidos de Lewis (ej: BH3 y DIBAL).

## Electrófilos en química orgánica

### Alquenos
La adición electrófilica es una de las tres principales reacciones de los alquenos. Ellas son:
- Hidrogenación mediante la adición catalítica de hidrógeno a un doble enlace.
- Adición electrofílica reaccionando con halógenos y ácido sulfúrico.
- Hidratación para formar alcoholes.